# Celiny (województwo lubelskie)
Celiny – wieś w Polsce położona w województwie lubelskim, w powiecie łukowskim, w gminie Trzebieszów.
Wieś szlachecka położona była w drugiej połowie XVI wieku w ziemi łukowskiej województwa lubelskiego. Do 1954 roku istniała gmina Celiny. W latach 1975–1998 miejscowość administracyjnie należała do województwa siedleckiego.
Wieś stanowi sołectwo w gminie Trzebieszów. Według Narodowego Spisu Powszechnego z roku 2011 wieś liczyła 654 mieszkańców.
Na terenie wsi znajduje się Szkoła Podstawowa im. Heleny Mniszkówny (założona w roku 1918), Ochotnicza Straż Pożarna oraz rzymskokatolicka parafia św. Józefa.
| SIMC    | Nazwa      | Rodzaj    |
| ------- | ---------- | --------- |
| 0692771 | Koniec     | część wsi |
| 0692802 | Nalesie    | kolonia   |
| 0692819 | Rąbież     | kolonia   |
| 0692825 | Zadróżki   | kolonia   |
| 0692788 | Zapłocie   | część wsi |
| 0692794 | Zastawie   | część wsi |
| 1022386 | Zawycienna | kolonia   |